# Chiesa di San Martino Vescovo (Casalmaiocco)
La chiesa di San Martino Vescovo è la parrocchiale di Casalmaiocco, in provincia e diocesi di Lodi; fa parte del vicariato di Paullo-Spino d'Adda.

## Storia
La prima citazione di una cappella a Casalmaiocco risale al 1261 ed è contenuta in un documento in cui si legge che era filiale della pieve di San Zenone.
Dalla Descriptio del 1619 si apprende che la parrocchiale di San Martino, in cui avevano sede le confraternite della Dottrina Cristiana, del Santissimo Sacramento e del Rosario, aveva come filiale l'oratorio di Sant'Andrea ed era inserita nel vicariato di Mulazzano e che il numero dei fedeli era pari a 574, sceso poi a 457 nel 1690.
Nel 1725 la chiesa venne ampliata mediante la costruzione di un'ulteriore campata; la facciata, invece, fu portata a termine tra il 1782 e il 1783.
Tra il 1801 e il 1802 l'altare maggiore e quelli minori della Pietà e di Sant'Antonio di Padova vennero demoliti e ricostruiti in marmo per interessamento di don Pietro Maria Ripamonti.
Nel 1934 furono condotti dei lavori di ristrutturazione della parte superiore della torre campanaria e della facciata, mentre nel 1944, durante una risistemazione del pavimento, affiorarono le fondamenta dell'antico prospetto della chiesa.

## Descrizione

### Esterno
La facciata a salienti della chiesa, rivolta a ovest e leggermente convessa, è suddivisa da una cornice marcapiano modanata in due ordini, entrambi scanditi da paraste; quello inferiore presenta al centro il portale d'ingresso, protetto dal protiro sorretto da colonne e sormontato da una finestra, mentre quello superiore è affiancato da due volute, caratterizzato da una nicchia, nella quale v'è una statua, e coronato da un timpano semicircolare. 
Annesso alla parrocchiale è il campanile a base quadrata, spartito in più registri da cornici; la cella presenta su ogni lato una monofora ed è coronata dalla cupoletta poggiante sul tamburo ottagonale.

### Interno
L'interno dell'edificio è suddiviso da archi a tutto sesto, poggianti su pilastri, in tre navate voltate a crociera, sulla laterale di sinistra delle quali si affacciano tre cappelle; al termine dell'aula si sviluppa il presbiterio, coperto da volta a botte, inframezzato tra due cappellette anch'esse con volte a botte e chiuso dall'abside di forma semicircolare.